# Unión de Mujeres Americanas
Unión de Mujeres Americanas (Union of American Women, UAW) , är en internationell kvinnoorganisation, grundad 1934.
Dess syfte var att verka för kvinnors rättigheter i regionen i samarbete mellan de amerikanska nationerna. 